# فريدريك ماديسون
فريدريك ماديسون (بالإنجليزية: Frederick Maddison)‏ هو محام بالقضاء العالي ولاعب كرة قدم بريطاني (وحمل سابقاً جنسية المملكة المتحدة لبريطانيا العظمى وأيرلندا) في مركز الوسط، ولد في 22 يوليو 1849 في لندن في المملكة المتحدة، وتوفي في 25 سبتمبر 1907 في برلين في ألمانيا. شارك مع منتخب إنجلترا لكرة القدم. أما مع النوادي، فقد لعب مع Oxford University A.F.C. ‏ وWanderers F.C. ‏.

## وصلات خارجية
- فريدريك ماديسون على موقع ناشيونال فوتبول تيمز (الإنجليزية)